# Walk on the Wild Side
Walk on the Wild Side è un brano musicale scritto dall'artista statunitense Lou Reed e pubblicato il 4 novembre 1972.
Quinta traccia e primo singolo estratto dall'album Transformer, è diventata una delle canzoni più famose dell'intero repertorio di Lou Reed, grazie anche all'arrangiamento jazzato di Mick Ronson costruito intorno al giro di basso di Herbie Flowers e al sax di Ronnie Ross.
A dispetto dell'esplicito linguaggio del testo, che affronta argomenti quali la transessualità, l'uso di droghe, la prostituzione maschile e il sesso orale, rappresentò il suo primo successo da classifica dopo l'abbandono dei Velvet Underground.
Walk on the Wild Side si trova al 223º posto nella lista dei 500 migliori brani musicali della rivista Rolling Stone, al 50º in quella di New Musical Express, al 47º nella classifica dei 100 migliori singoli di tutti i tempi del magazine inglese Sounds, ed è stata inclusa tra le "500 canzoni che hanno plasmato il rock and roll" della Rock and Roll Hall of Fame.

## Tracce
1. Walk on the Wild Side (Lou Reed) - 4:12
2. Perfect Day (Lou Reed) - 3:46

## Formazione
- Lou Reed - voce
- Mick Ronson - chitarra elettrica
- Herbie Flowers - basso, contrabbasso
- John Halsey - batteria
- Ronnie Ross - sassofono baritono
- Thunderthighs - cori
- David Bowie - chitarra acustica

## Il brano
(Lou Reed, 1997)
Nel 1972, dopo l'abbandono dei Velvet Underground e un album da solista stroncato dalla critica, Lou Reed era entrato in un periodo di crisi personale e professionale. La RCA Records, che nello stesso periodo aveva sotto contratto anche David Bowie, decise comunque di puntare su un altro album a condizione che i due artisti lavorassero insieme. Lou Reed volò a Londra e il risultato fu Transformer, prodotto da Bowie e Mick Ronson e diventato in seguito uno degli album classici degli anni settanta.
Qualche tempo prima, Reed aveva avuto l'incarico di trarre un musical dal romanzo A Walk on the Wild Side, scritto da Nelson Algren nel 1956 e pubblicato in Italia col titolo Passeggiata selvaggia. Il progetto non andò in porto ma dal romanzo Reed trasse ispirazione per un brano dallo stesso titolo e dedicato ad alcuni dei personaggi trasgressivi e sessualmente "ambigui" che all'epoca frequentavano The Factory, lo studio newyorkese di Andy Warhol.

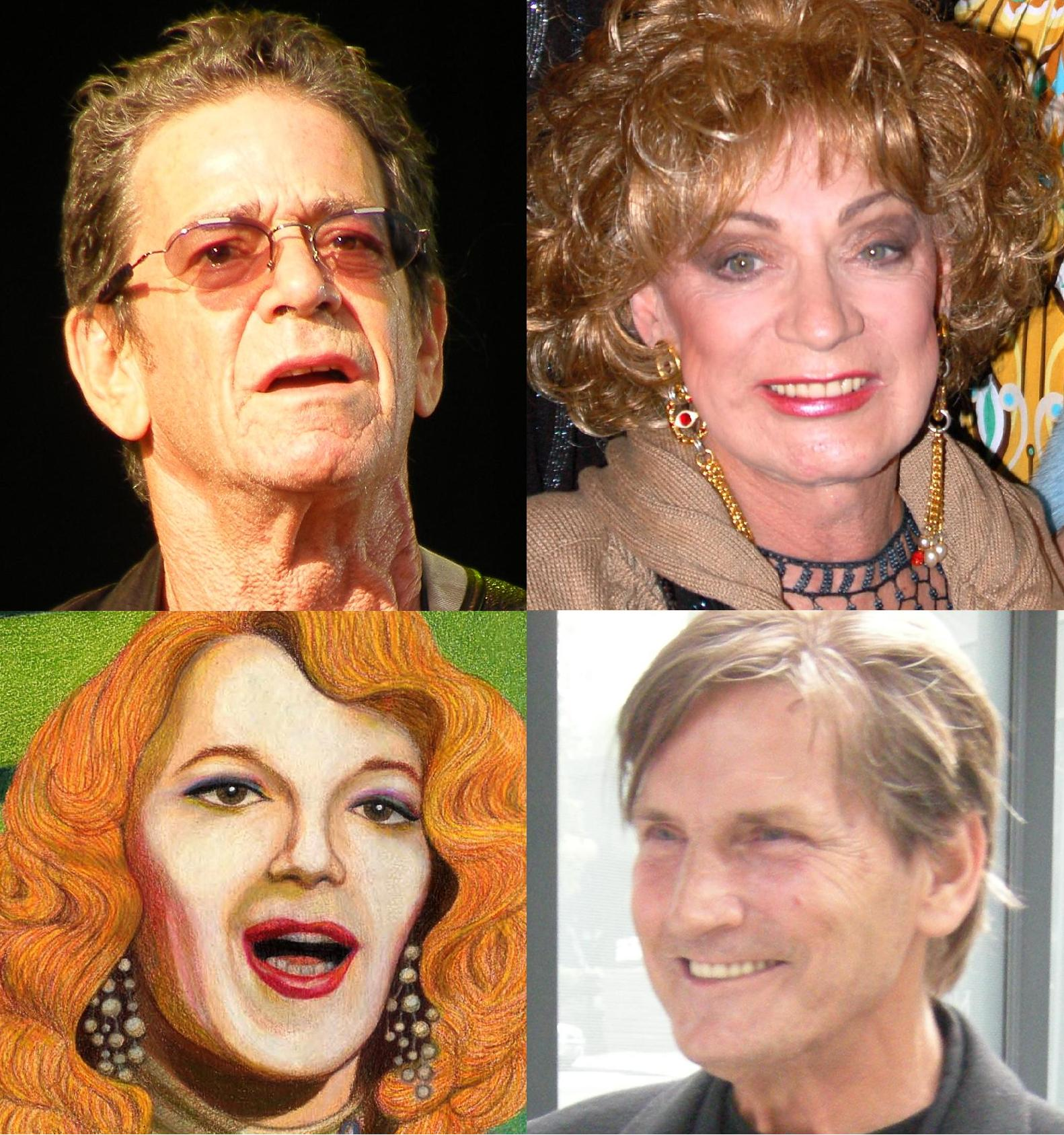
Lou Reed e alcuni dei personaggi citati nel brano. In senso orario, Holly Woodlawn, Joe Dallesandro e Jackie Curtis.

Lou Reed dipinse così un ritratto del bizzarro entourage con il quale era entrato in contatto ai tempi dei Velvet Underground, dedicando ogni strofa ad un personaggio e dipingendo ciascuno con espliciti riferimenti al mondo della droga, della transessualità e della prostituzione, senza un accento drammatico o moralistico ma solo con un invito a condividere la trasgressione e "fare un giro nel lato selvaggio" («...take a walk on the wild side...»): 
- Holly Woodlawn, attrice transgender di origine portoricana che lavorò nei film prodotti da Warhol Trash - I rifiuti di New York e Women in Revolt. Scomparsa nel 2015, nel 1991 aveva pubblicato un'autobiografia intitolata Coi tacchi alti nei bassifondi - Le confessioni dell'ultima superstar di Andy Warhol, scritta con Jeff Copeland.
- Candy Darling, transessuale newyorkese il cui vero nome era James Lawrence Slattery. Già soggetto di Candy Says, incisa dai Velvet Underground nel 1969, debuttò a soli 21 anni nel 1968 nel film Flesh e la sua carriera fu stroncata da un linfoma nel 1974.
- Joe Dallesandro, ovvero "Little Joe", modello e prostituto prima di recitare in molti dei film prodotti da Warhol. In seguito ottenne alcune parti anche nel cinema "ufficiale", oltre ad indossare i jeans della famosa e discussa copertina di Sticky Fingers dei Rolling Stones.
- Joe Campbell, citato nella canzone come "Sugar Plum Fairy" dal personaggio interpretato nel film di Warhol My Hustler del 1965. Scomparso nel 2005, era stato per sei anni il compagno del politico militante del movimento di liberazione omosessuale Harvey Milk e in seguito avrebbe avuto una relazione con Oliver Sipple, che nel 1975 riuscì a salvare da un attentato l'allora presidente degli Stati Uniti Gerald Ford.[10]
- Jackie Curtis, attrice, poeta e commediografa transgender scomparsa nel 1985 per un'overdose di eroina. Lo stile delle sue performance come drag queen, una combinazione di trash e glamour che inaugurò alla fine degli anni sessanta, ha portato a considerarla come fonte d'ispirazione per il look di esponenti del glam rock come David Bowie.[11]

### Il lato B
Terza traccia di Transformer, Perfect Day è entrata nel pantheon delle più classiche ballate rock di sempre soprattutto a partire dagli anni novanta, quando guadagnò nuova popolarità grazie alla cover dei Duran Duran, alla citazione nel film Trainspotting e alla nuova incisione realizzata a scopo benefico dalla BBC, per la quale a Lou Reed si unirono numerosi artisti (David Bowie, Bono, Elton John, Laurie Anderson e Tom Jones tra gli altri) e che raggiunse il 1º posto nella Official Singles Chart.

## Registrazione
Walk on the Wild Side venne incisa nell'agosto 1972 ai Trident Studios di Londra, durante le sessioni dell'album Transformer. La traccia, come il resto dell'album, venne prodotta da David Bowie e Mick Ronson, all'epoca chitarrista degli Spiders from Mars, autori anche dell'arrangiamento insieme a Lou Reed.
L'autore dell'assolo di sax è il musicista jazz Ronnie Ross, che non aveva mai sentito parlare di Lou Reed e che non immaginava di essere stato ingaggiato dallo stesso David Jones che all'inizio del 1960 andava a casa sua a Orpington per prendere lezioni di sassofono: «Era molto cambiato, sul momento non riuscii a metterlo a fuoco», disse anni dopo, «ero stupefatto».
Il coro che segue il verso «And the coloured girls say...» è opera delle Thunderthighs, ovvero Dari Lalou, Karen Friedman e Casey Synge, che due anni dopo avrebbero ottenuto un certo successo con il singolo Central Park Arrest.

## Uscita e accoglienza
(Lou Reed, 1997)
Il 45 giri venne pubblicato il 24 novembre 1972 su insistenza di David Bowie, che la descrisse come «una classica, meravigliosa canzone, assolutamente brillante». Lou Reed era contrario all'idea, convinto che i riferimenti a droga e travestitismo avrebbero garantito il bando della canzone da parte delle radio. Ma prima che i funzionari della BBC si accorgessero delle allusioni al sesso orale, alla droga, al mondo degli omosessuali e degli emarginati, Walk on the Wild Side aveva già ricevuto una notevole diffusione radiofonica nel Regno Unito e si rivelò un successo piazzandosi al 10º posto nella Official Singles Chart.
Oltre che nel Regno Unito il singolo uscì anche nei Paesi Bassi, in Spagna, Portogallo, Stati Uniti, Canada e Australia. In Italia, Francia e Germania venne pubblicato con Vicious come lato B al posto di Perfect Day.
Negli Stati Uniti, dove uscì nel febbraio 1973, diventò il disco più gettonato nei juke-box e arrivo al 16º posto nella Billboard Hot 100, ma in questo caso la censura fu piuttosto pesante e il brano venne spesso trasmesso con una serie di bip al posto delle frasi incriminate.
Nel 2013, dopo la morte di Lou Reed il brano ha guadagnato nuova popolarità ed ha nuovamente fatto ingresso nelle classifiche di molti Paesi. In Italia è stato certificato disco d'oro nel 2014 dalla Federazione Industria Musicale Italiana.

### Classifiche
| Paese       | Anno | Posizione | Classifica                                    |
| ----------- | ---- | --------- | --------------------------------------------- |
| Austria     | 2013 | 57        | Ö3 Austria Top 40                             |
| Belgio      | 2013 | 2         | Ultratop 50 Singles (Fiandre)                 |
| Francia     | 1973 | 33        | Syndicat national de l'édition phonographique |
| Francia     | 2013 | 5         | Syndicat national de l'édition phonographique |
| Germania    | 2013 | 67        | Top 100 Single-Charts                         |
| Giappone    | 2013 | 29        | Billboard Japan Hot 100                       |
| Irlanda     | 1973 | 13        | Irish Singles Chart                           |
| Italia      | 2013 | 17        | FIMI                                          |
| Paesi Bassi | 1973 | 15        | Dutch Top 40                                  |
| Paesi Bassi | 2013 | 37        | Dutch Top 40                                  |
| Regno Unito | 1973 | 10        | Official Singles Chart                        |
| Regno Unito | 2013 | 53        | Official Singles Chart                        |
| Spagna      | 2013 | 21        | Top 50                                        |
| Stati Uniti | 1973 | 16        | Billboard Hot 100                             |
| Stati Uniti | 2013 | 14        | Billboard Hot Rock Songs                      |
| Svizzera    | 2013 | 39        | Top 75 Singles                                |

## Pubblicazioni successive
Walk on the Wild Side venne pubblicata di nuovo nel Regno Unito nel 1979 (con Perfect Day come lato B), nel 1981, 1984 e 1986 (sempre con Vicious come lato B). In Giappone uscì nel 1975 con una versione live come lato B.
Il brano si trova in numerose raccolte di greatest hits e in alcuni album live:
- Lou Reed Live (1975)
- Walk on the Wild Side: The Best of Lou Reed (1977)
- Live: Take No Prisoners (1978)
- Rock and Roll Diary: 1967-1980 (1980)
- Live in Italy (1984)
- Retro (1989)
- Between Thought and Expression: The Lou Reed Anthology (1992)
- Walk on the Wild Side & Other Hits (1992)
- The Best of Lou Reed & Velvet Underground (1995)
- Different Times: Lou Reed in the '70s (1996)
- Live in Concert (1996, riedizione di Live in Italy)
- The Definitive Collection (1999)
- The Very Best of Lou Reed (2000)
- American Poet (2001)
- Legendary Lou Reed (2002)
- NYC Man (The Ultimate Collection 1967-2003) (2003)
- NYC Man: Greatest Hits (2004)
- The Essential Lou Reed (2011)

Versioni dal vivo si trovano anche nei video album:
- Coney Island Baby: Live in Jersey (1987), Capital Theatre, Passaic, New Jersey, 25 settembre 1984
- A Night with Lou Reed (1991), The Bottom Line, New York, 1983
- Magic and Loss Live in Concert (1992), Bray Studios, Londra, 18 marzo 1992
- Lou Reed: Spanish Fly (2005), Benicasim International Festival, 7 agosto 2004

## Cover
Molti sono gli artisti che hanno inciso una cover di Walk on the Wild Side:
- Piet Noordijk in Prototype del 1974 (strumentale)
- Peter North in Saxomania del 1975
- Duffo in Bob the Birdman del 1981
- Coco M. come singolo nel 1987 (C'est la ouate version)
- Vanessa Paradis in Variations sur le même t'aime del 1990
- Edie Brickell & New Bohemians nella colonna sonora di Flashback del 1990
- i Beatsystem come singolo nel 1990
- Jamie J. Morgan in Shotgun del 1990
- The Skids in BBC Radio 1 Live in Concert del 1991
- gli Un-4-Scene in Scanning... Vol. 1 - Electronic Cover Versions del 1993
- Rolf Harris in Rolf Rules O.K.! del 1993
- le Company B in Jam On Me del 1996
- i Dave's True Story in Sex Without Bodies del 1998
- i Tok Tok Tok in Love Again del 2000
- i Texas Lightning in Meanwhile, Back at the Ranch... del 2005
- Hitoshi Arai in On the Bed del 2005
- Paul Young in Rock Swings del 2006
- Luca in Fractions del 2007
- Jesse Malin in On Your Sleeve del 2008
- gli Aram Quartet in ChiARAMente del 2008
- i Pink Turtle in Pop in Swing del 2009
- i Rhythms del Mundo con gli Editors in Rhythms del Mundo Classics del 2009
- gli Yves Klein Blue in Like a Version Six del 2010
- The Dynamics in 180 000 Miles & Counting... del 2011
- Les Chics Types in Hey! Ma B.O. del 2011
- L'orchestra sperimentale The Flowers of Hell in Odes del 2012
- Kendra Morris in Mockingbird del 2013
- Joseph Arthur in Lou: The Songs of Lou Reed del 2014
- Baum in Penpapercoffee del 2014
- i Tackhead in For the Love of Money del 2014
- gli Autoramas con BNegão in Auto Boogie del 2014

Walk on the Wild Side è stata anche eseguita in varie lingue con titolo e testo differente:
- in italiano da Patty Pravo nel 1973 - I giardini di Kensington, con testo completamente scollegato dall'originale[28][29]
- in ceco da Pavel Bobek nel 1980 - Zkus se životu dál smát
- in danese da Tristan T. e Poul Borum nel 1986 - På vildspor
- in alto alemanno da Züri West nel 1990 - Lue zersch wohär dass dr Wind wääit
- in spagnolo da Albert Pla nel 1995 - El lado más bestia de la vida
- in portoghese dai Tubaína nel 2016 - Walk on Paes de Barros
- in finlandese da Lasse Mårtenson nel 1993 - Miltä meno maistuu

### Citazioni e omaggi
Corrado Nuccini ed Emanuele Reverberi, del gruppo indie rock italiano Giardini di Mirò, hanno cantato la canzone insieme alla cantante e attrice Angela Baraldi nel loro spettacolo Toxic Love, presentato a Carpi all'interno del Festivalfilosofia il 14 settembre 2013.
Stephan Jenkins, cantante e chitarrista dei Third Eye Blind, ha affermato che il brano Semi-Charmed Life contenuto nell'album eponimo del 1997 è una "risposta" a Walk on the Wild Side ambientata a San Francisco.
Le band hip hop A Tribe Called Quest e Marky Mark and the Funky Bunch hanno usato campionamenti del brano rispettivamente in Can I Kick It?, ottava traccia di People's Instinctive Travels and the Paths of Rhythm del 1990, e in Wildside, terza traccia di Music for the People del 1991.